# Dispositivi acustico-luminosi veicolari d'emergenza
Tutti i veicoli d'emergenza e soccorso sono equipaggiati con dispositivi acustico-luminosi in grado di informare gli altri utenti della strada della loro presenza.

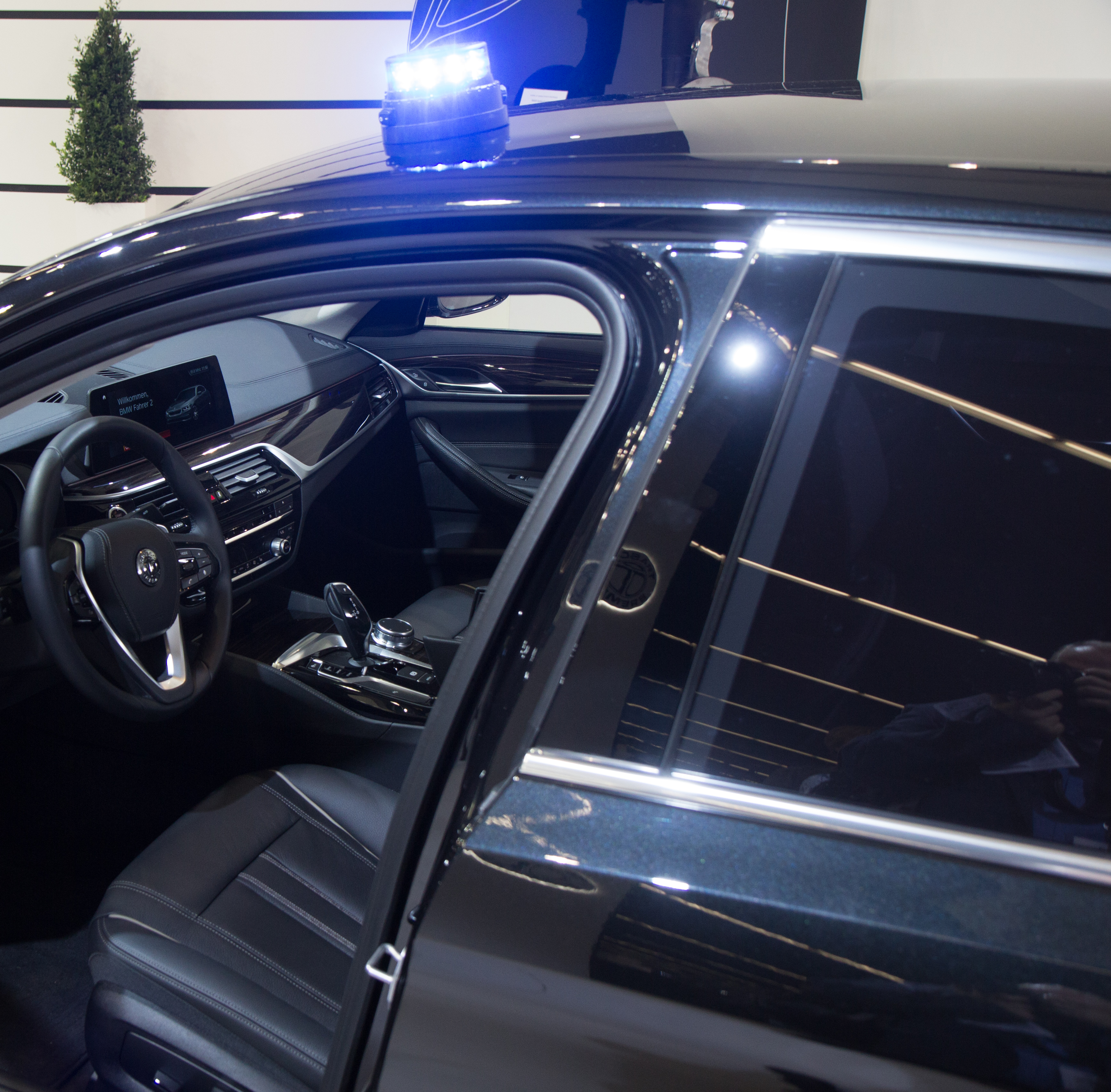
Girofaro con sirena in un'auto civetta delle forze dell'ordine

Il principale dispositivo acustico in loro possesso è la sirena, che talvolta può essere accompagnata dal rumbler, un dispositivo in grado di emettere vibrazioni nell'aria.
I dispositivi luminosi sono molteplici e non tutti associati a dispositivi acustici.

## Dispositivi luminosi
Possono essere suddivisi nelle seguenti categorie:

### Barre luminose

Tipica luce stroboscopica

Le barre luminose sono situate sul tetto del veicolo ed hanno come scopo principale quello di renderlo visibile da ogni direzione.

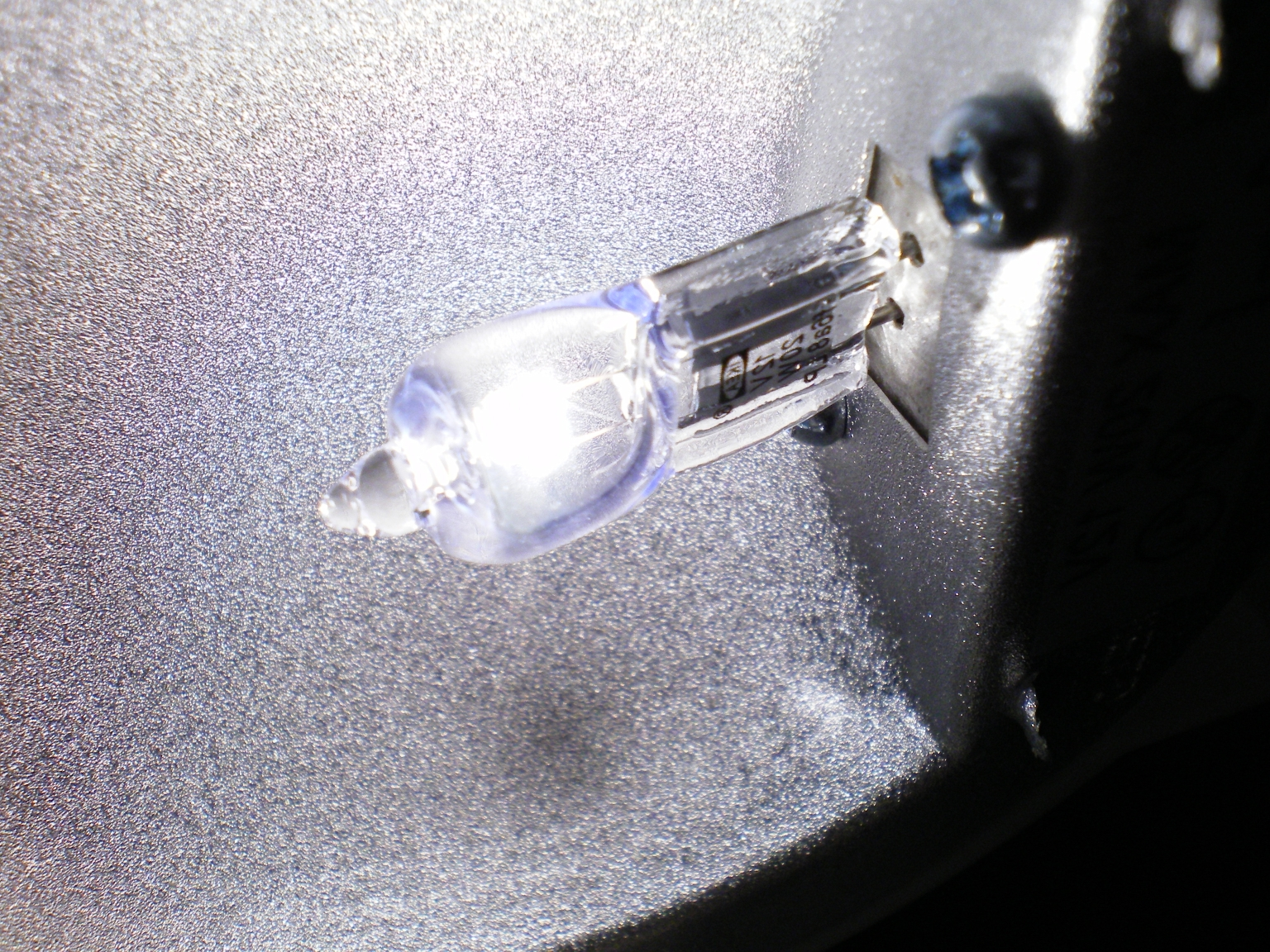
Tipica luce alogena

Talvolta sono anche accompagnate da avvisatori direzionali rivolti verso il retro del veicolo, necessari qualora si debba deviare il traffico in direzioni ben specifiche; inoltre possono essere ulteriormente dotate di Altoparlante integrato ed altri segnalatori luminosi (come luci di crociera o di profondità).

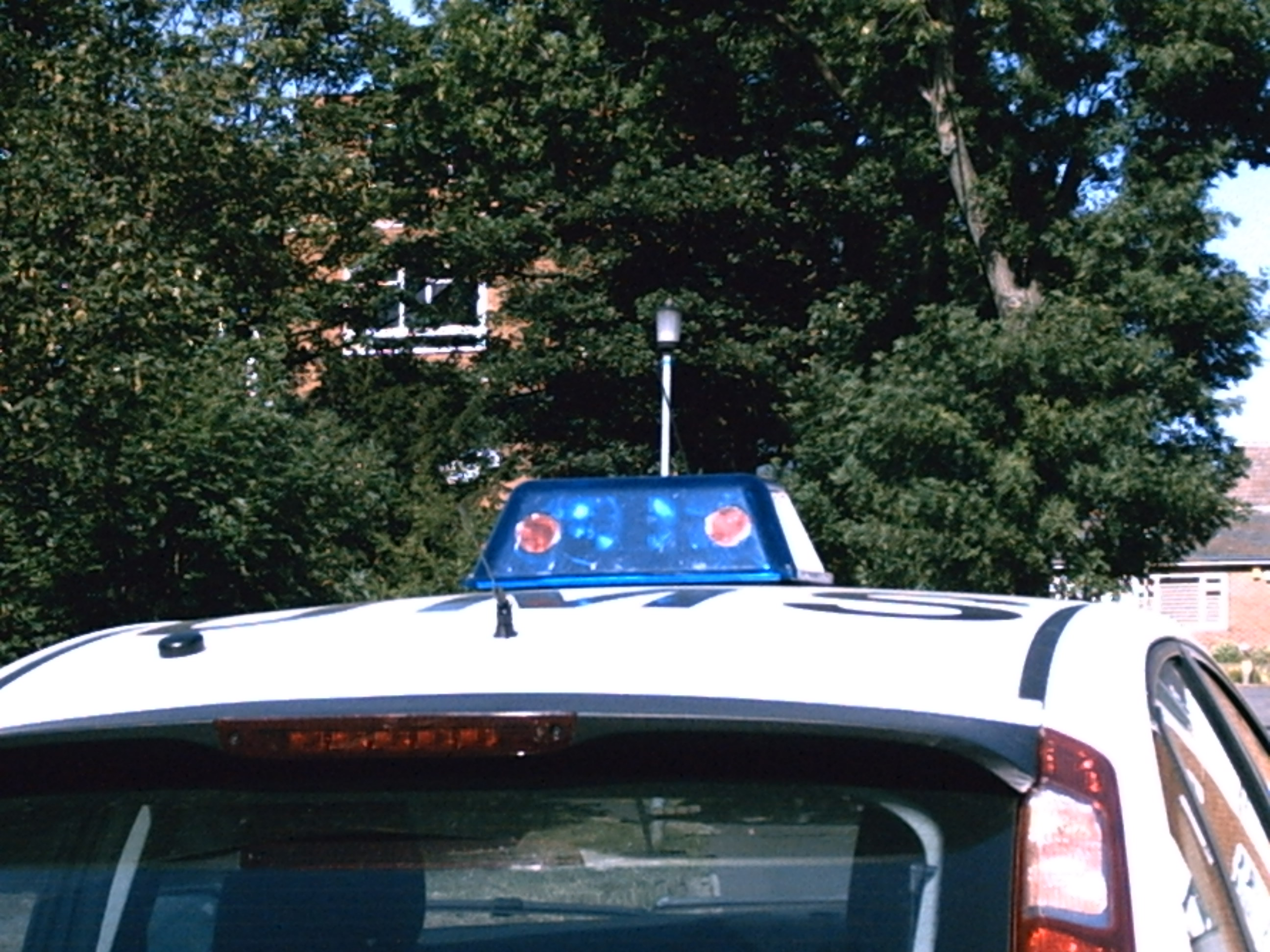
Mini barra luminosa

#### Mini barre luminose
Le mini barre luminose si differenziano dalle prime in quanto:
- Hanno larghezza molto inferiore, di solito la metà
- Possono essere dotate di montaggio magnetico con relativo spinotto da collegare alla presa accendisigari del veicolo

### Lampeggianti

Schema posizionamento lampeggianti

I lampeggianti, o girofaro,  a differenza delle barre luminose, sono molto più maneggevoli in quanto hanno dimensioni molto minori, e sono fisse o con un montaggio di tipo magnetico o a ventose, con annesso spinotto da collegare alla presa accendisigari del veicolo. Nei veicoli d'emergenza hanno annessa una sirena elettronica incorporata, in modo da sopperire alle diverse esigenze di servizio.
La loro installazione può avvenire ovunque proprio perché non necessitano di particolari accorgimenti e possono operare indipendentemente gli uni dagli altri.
In alcuni casi possono essere dotati di altoparlante esponenziale.

### Avvisatori direzionali

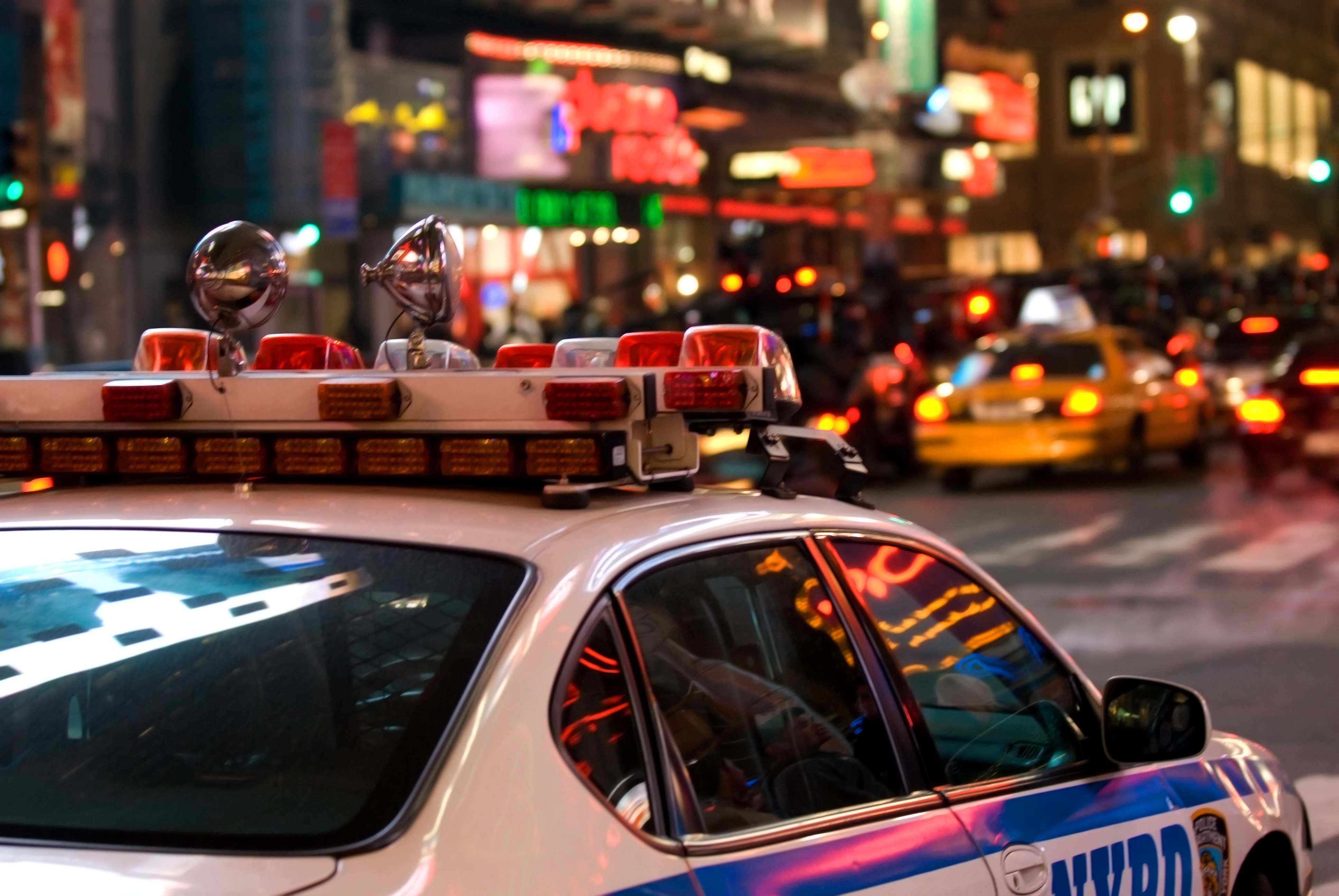
Esempio di avvisatore direzionale ambra

Nella categoria degli avvisatori direzionali stanno tutti quei dispositivi in grado di dare indicazioni ai veicoli per mezzo di sequenze luminose ben definite, aventi colore ambra.
Questi dispositivi sono sempre rivolti verso il retro del veicolo in quanto devono poter segnalare un pericolo o una deviazione.

### Avvisatori perimetrali

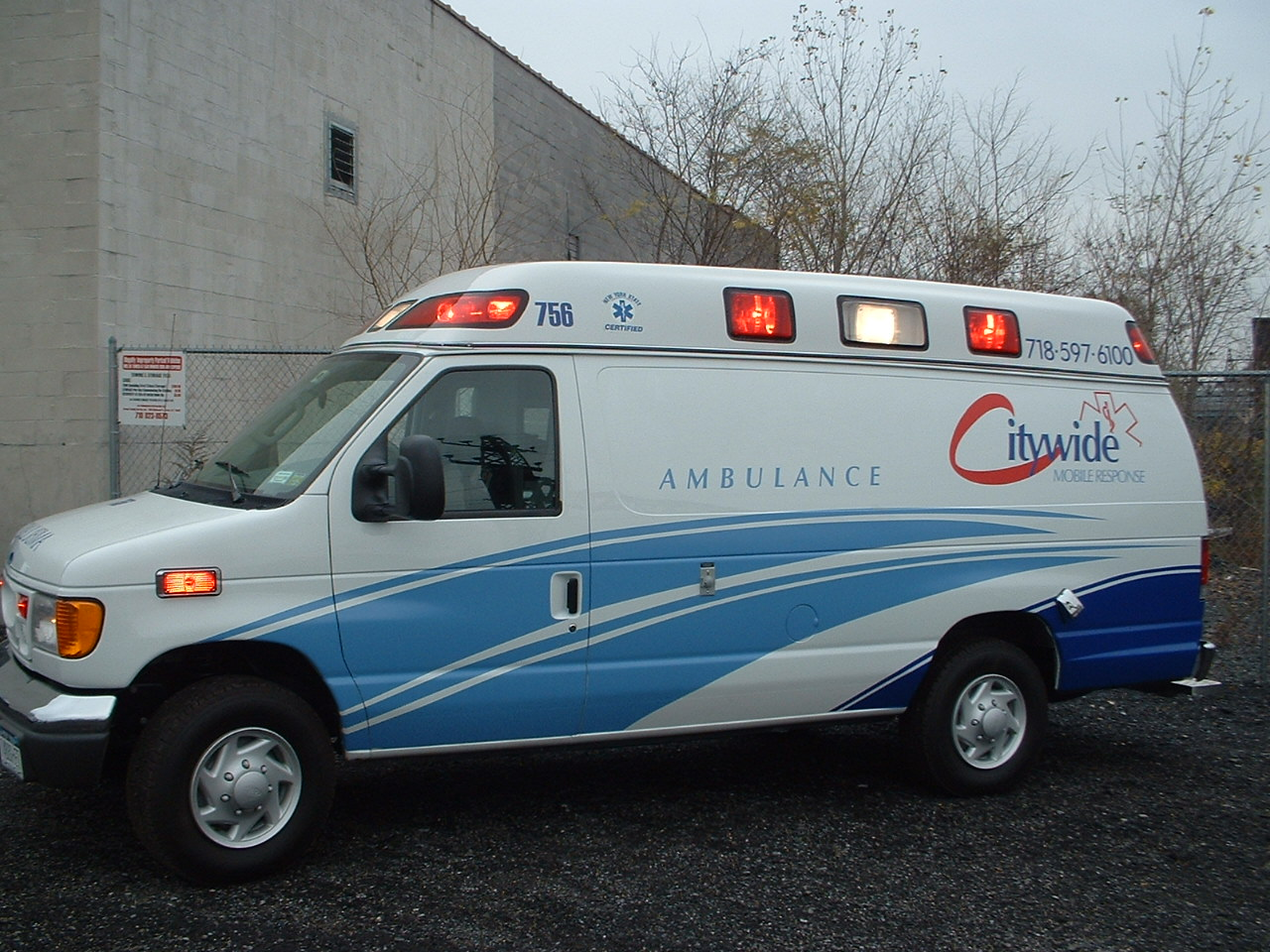
Tipici avvisatori perimetrali quadrati

La categoria degli avvisatori perimetrali è composta da dispositivi in grado di evidenziare il perimetro del veicolo sul quale sono installati, permettendone così una rapida individuazione soprattutto nelle ore notturne o comunque durante interventi di servizio.
Questi dispositivi trovano quasi sempre applicazione su veicoli di grandi dimensioni come ambulanze e autocarri dei vigili del fuoco.
Sono considerate avvisatori perimetrali anche le luci stroboscopiche o LED applicate negli indicatori di direzione anteriori e posteriori, aventi di solito colore bianco.

### Luci di lavoro
Sono considerati luci di lavoro tutti quei dispositivi atti ad aumentare la visibilità dell'area circostante al veicolo sul quale sono installati. Sono luci di lavoro, ad esempio, il faro brandeggiante, le luci laterali e le luci di profondità che si possono trovare sulle barre luminose.